# کیرش دورف ایم والد
کیرش دورف ایم والد (به آلمانی: Kirchdorf im Wald) یک شهر در آلمان است که در بایرن واقع شده‌است.

## خصوصیات
کیرش دورف ایم والد ۳۰٫۵ کیلومترمربع مساحت دارد ۶۸۴ متر بالاتر از سطح دریا واقع شده‌است.